# Liste der Bodendenkmale in Flöthe
In der Liste der Bodendenkmale in Flöthe sind die Bodendenkmale der niedersächsischen Gemeinde Flöthe aufgeführt. Die Quelle ist der Denkmalatlas Niedersachsen.
- Diese Liste erhebt keinen Anspruch auf Vollständigkeit.
- Die Angaben ersetzen nicht die rechtsverbindliche Auskunft der zuständigen Denkmalschutzbehörde.
- Es sind nur Daten aus dem Denkmalatlas verarbeitet.
- Der Stand der Liste ist der 8. Juni 2025.

Flöthe im Landkreis Wolfenbüttel

## Allgemein
In den Spalten finden sich folgende Informationen des Bodendenkmales:
| Lage         | geographische Koordinaten                                                           |
| Bezeichnung  | Bezeichnung lt. Denkmalatlas                                                        |
| Beschreibung | Beschreibung lt. Denkmalatlas                                                       |
| ID           | Objekt-ID                                                                           |
| Bild         | Bild, ggf. zusätzlich mit Link zu weiteren Fotos im Medienarchiv Wikimedia Commons. |

## Groß Flöthe
| Lage                       | Bezeichnung             | Beschreibung | ID       | Bild |
| -------------------------- | ----------------------- | --- | -------- | ---- |
| 52° 5′ 44″ N, 10° 30′ 9″ O | Groß Flöthe 1, Ringwall | Die im Wald gelegenen Überreste der ca. 100 × 105 m großen Wallburg sind noch recht gut zu erkennen. Der vorgelagerte Graben ist bis zu 7 m breit, der ca. 10 m breite Wall aufgrund von Beschädigungen unter 2 m hoch. Grabenbreite 6 – 7 m bei heute max. 1,5 m Tiefe. Von den sechs heutigen Durchlässen können die beiden im Westen und Süden die ursprünglichen Tore sein. Quer durch die Anlage führt ein Forstweg. Dort, wo der Forstweg auf Wall und Graben trifft, steht eine Informationstafel. Größe, Anlage und Erhaltungszustand sprechen für eine Datierung in das 9./10. Jh. Wahrscheinlich Fluchtburg einer kleinen frühmittelalterlichen Grundherrschaft am Rande einer kleinen Börde. | 28949346 | BW   |